# Petrus Graan
Petrus Olai Graan, född 1654 i Härnösand, död 1693 i Piteå landsförsamling, var en svensk präst.

## Biografi
Petrus Graan föddes 1654 i Härnösand. Han var son till kyrkoherden Olaus Graan i Piteå landsförsamling och Anna Steuchia. Graan studerade vid Härnösands gymnasium och skrevs in 16 november 1672 vid Uppsala universitet. Efter prästvigningen 1675 tjänstgjorde han som huspredikant hos riksrådinnan Catharina Bielke. År 1680 tillträdde han kapellanstjänsten i Piteå landsförsamling, men återvände efter några år till Uppsala för att slutföra sina gradualstudier. Den 10 december 1685 promoverades han till filosofie magister. Hans gradualdissertation behandlade dåtida kunskap om renen (Rangifer).

### Kyrkoherde i Piteå
På begäran av fadern och med församlingens samtycke fick han redan före faderns död löfte om att efterträda honom som kyrkoherde. I dokument från 1688 omnämns han som in loco patris pastor designatus. Han övertog ansvaret för församlingen den 1 maj 1691. I samband med Västerbottens regementes utmarsch till kriget befallde Kunglig Majestät år 1689 att ödeshemmanet Gran i Piteå skulle återupptas, omvandlas till översteboställe och utrustas med byggnader och brukare. År 1692 var dock delar av hemmanets ägor fortfarande i händerna på häradshövding Winblad von Walter och pastor Petrus Graan. Efter överstens klagomål ålades allmogen att färdigställa bostället och förse det med frihetsår. Graan avled redan 1693 och begravdes 27 augusti samma år.

## Familj
Petrus Graan gifte sig 1681 med Margareta Jurvelia (1661–1715), som var dotter till kyrkoherden Michael Jurvelius i Uleå och Brita Andersdotter. De fick tillsammans barnen Olof Graan (född 1682), Brita Graan (född 1683), kyrkoherden Michael Graan (1684–1716) i Hammerdals församling, Anna Graan (född 1686), Brita Graan (1687–1687), Stephanus Graan (1689–1689), Margareta Graan (född 1690) och Petrus Graan (född 1691). Efter Graans död gifte Margareta Jurvelia om sig med löjtnant Jacob Johan Brant.